# Sielsowiet Pratasy
Sielsowiet Pratasy (biał. Пратасаўскі сельсавет, Pratasauski sielsawiet; ros. Протасовский сельсовет) – sielsowiet na Białorusi, w obwodzie homelskim, w rejonie oktiabrskim, z siedzibą w Rasswiecie.

## Demografia
Według spisu z 2009 sielsowiet Pratasy zamieszkiwało 1385 osób, w tym 1313 Białorusinów (94,80%), 39 Rosjan (2,82%), 28 Ukraińców (2,02%), 3 Polaków (0,22%) i 2 osoby innych narodowości.

## Geografia i transport
Sielsowiet położony jest na Polesiu, w północno-wschodniej części rejonu oktiabrskiego. Największymi rzekami są Nieratouka i Tremla.
Przez sielsowiet przebiegają linia kolejowa Bobrujsk – Rabkor oraz droga republikańska R82.

## Miejscowości
- agromiasteczka:
  - Majsiejeuka
  - Rasswiet
- wsie:
  - Czornyja Brady
  - Istopki
  - Moszny
  - Pratasy
  - Ramaniszczy
  - Sapiejkau
  - Słabodka
  - Wuhły
  - Zaazierszczyna
  - Zub-Buda